# Май (Дубровский район)
Май — деревня в Дубровском районе Брянской области, в составе Пеклинского сельского поселения. Расположена в 6 км к юго-западу от деревни Мареевка. Население — 1 человек (2010).
Возникла около 1930 года как обширная группа хуторов на границе Дубровского и Клетнянского районов (так называемые Вольфсоновы Хутора, в 1930-е гг. — более 40 дворов). Позднее переселены более компактно; современное название с 1970-х годов. До 2005 года входила в Мареевский сельсовет.
| Годы      | 1979 | 1989 | 2002 | 2010 |
| --------- | ---- | ---- | ---- | ---- |
| Население | 83   | ↓40  | ↓13  | ↓1   |